# 暨南大学
暨南大学（简称暨大）是一所校本部位于中华人民共和国广东省广州市的公立大学，现为直屬中共中央统战部管理的中央部属高校，于广州市、珠海市、深圳市三地共设有五个校区。暨南大学前身是清朝光绪32年（1906年）于江宁府（今南京）成立的暨南学堂。暨南学堂於1918年改名為國立暨南學校，1927年改組為國立暨南大學，中国抗日战争期间曾迁址福建建阳，抗战胜利后于1946年迁回上海，1949年8月合并于复旦大学、交通大学等高校。中华人民共和国成立后，暨南大学于1958年在广州重建，文革期间一度停办，1978年在广州复办至今。
暨南大学目前是由中共中央统战部、中华人民共和国教育部及广东省人民政府共同建設的“雙一流”建設高校、「211工程」重点建设高校，也是現時13所廣東省高水平大學之一，高考录取分数线长期稳居广东省高校前三甲；其在華僑、華文教育史上佔有獨特的地位，也是第一所招收外國留學生的中國高校；素有“華僑最高學府”的美譽。目前學校以「面向海外，面向港澳台」為辦學特色，在中國內地高校中，暨南大學來自港澳台、華僑及外國留學的學生人數一直穩居前列。暨南大學是中國最早開辦商科教育的高校之一，是中國內地第5所通過工商管理碩士協會（AMBA）認證的高校。

## 校名渊源
光绪三十二年（1906年），时任两江总督的端方上书光绪皇帝，请求允许“南洋各岛及檀香山、旧金山等处侨民”回南京读书，以“宏教泽而系侨情”，初设暨南学堂。“暨南”二字出自《尚书、禹贡》篇：“东渐于海，西被于流沙，朔南暨，声教讫于四海”，其意是要把中华文化向南方的海外传播。

## 學校概況

### 早期歷史

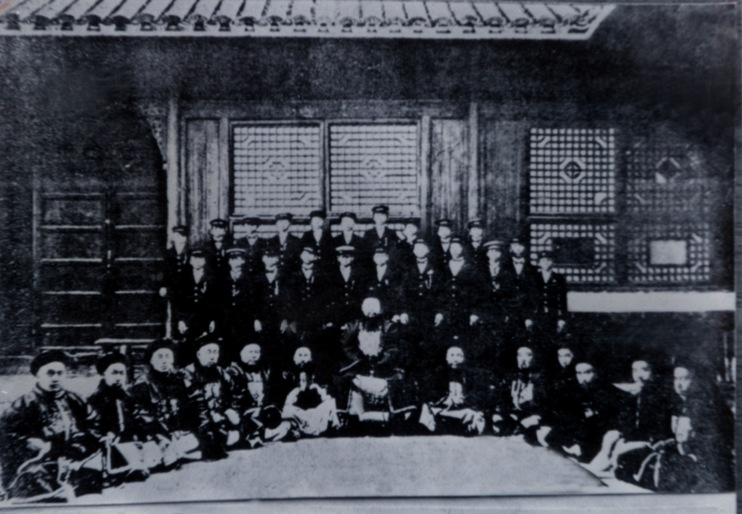
1907年清朝兩江總督端方和暨南學堂第一批回國學生合影

学校的前身是1906年清朝政府创立于江宁府（现江苏省南京市）的暨南学堂。清光緒三十二年，當時正逢庚子後新政，兩江總督端方在從歐洲考察憲政歸國後，上書光緒皇帝請求允許“南洋各島及檀香山、舊金山等處僑民”回南京讀書，以“宏教澤而係僑情”。之後，在南京鼓楼以南的薛家巷妙相庵旧址成立專門學堂，並取《尚書‧禹貢》「東漸於海，西被於流沙，朔南暨，聲教迄于四海」之意，命名為暨南學堂，意為將中華民族的道德風範和文化教育傳播到南洋等海外各地。郑洪年任第一任堂长。1907年2月底，第一批华侨学生21人抵达南京。不久，又有第二批侨生10名抵达。此后又有不少來自新加坡、马来西亚等地的华侨学生前来求学。学堂最初只设立了中学部和小学部，性质类似今天的华侨补习学校。1909年，暨南学堂已有在校学生167名，1911年发展到240名。1911年10月，辛亥革命爆发，各省纷纷响应，清张勋领着“辫军”攻进南京城后，曾运来大炮对着暨南学堂。学堂赶紧把学生送到上海避难，大部分侨生返回南洋，小部分参加了革命黨，而暨南学堂也因此停办。暨南学堂停办以后，海外华侨和国内教育界人士都强烈要求恢复暨南学堂，却遭到袁世凯的百般阻挠，原因是袁世凯窃据大总统宝座，惧怕革命党威胁其政权，因此主觀地認為“暨南都是些革命党”。
直到1917年11月，北洋政府教育部才批准恢复暨南学堂，并委派江苏教育司司长黄炎培为筹办员。黄炎培邀请巴达维亚（今雅加达）中华学校校长赵正平共同筹划恢复暨南。在黄炎培的主持下，暨南学堂于1918年在原校址复学，并改名为国立暨南学校。9月9日，暨南学校举行开学典礼。

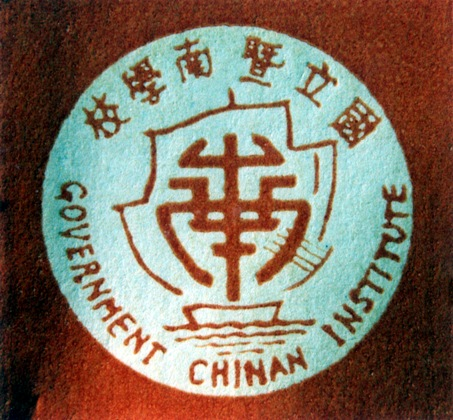
國立暨南學校校徽

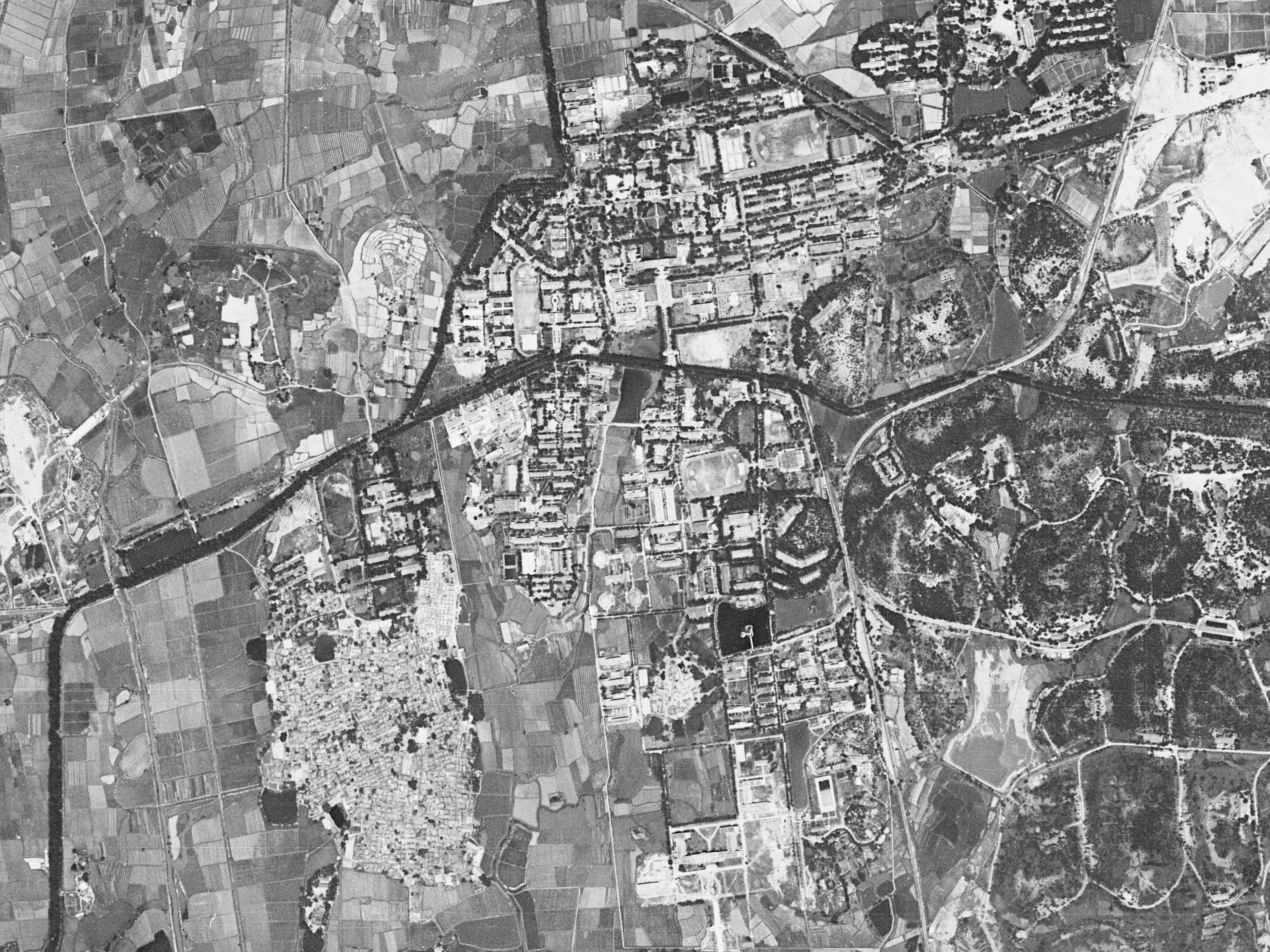
1966年暨南大学（中下）和石牌村（左下）、华南师范学院（中上）的卫星图

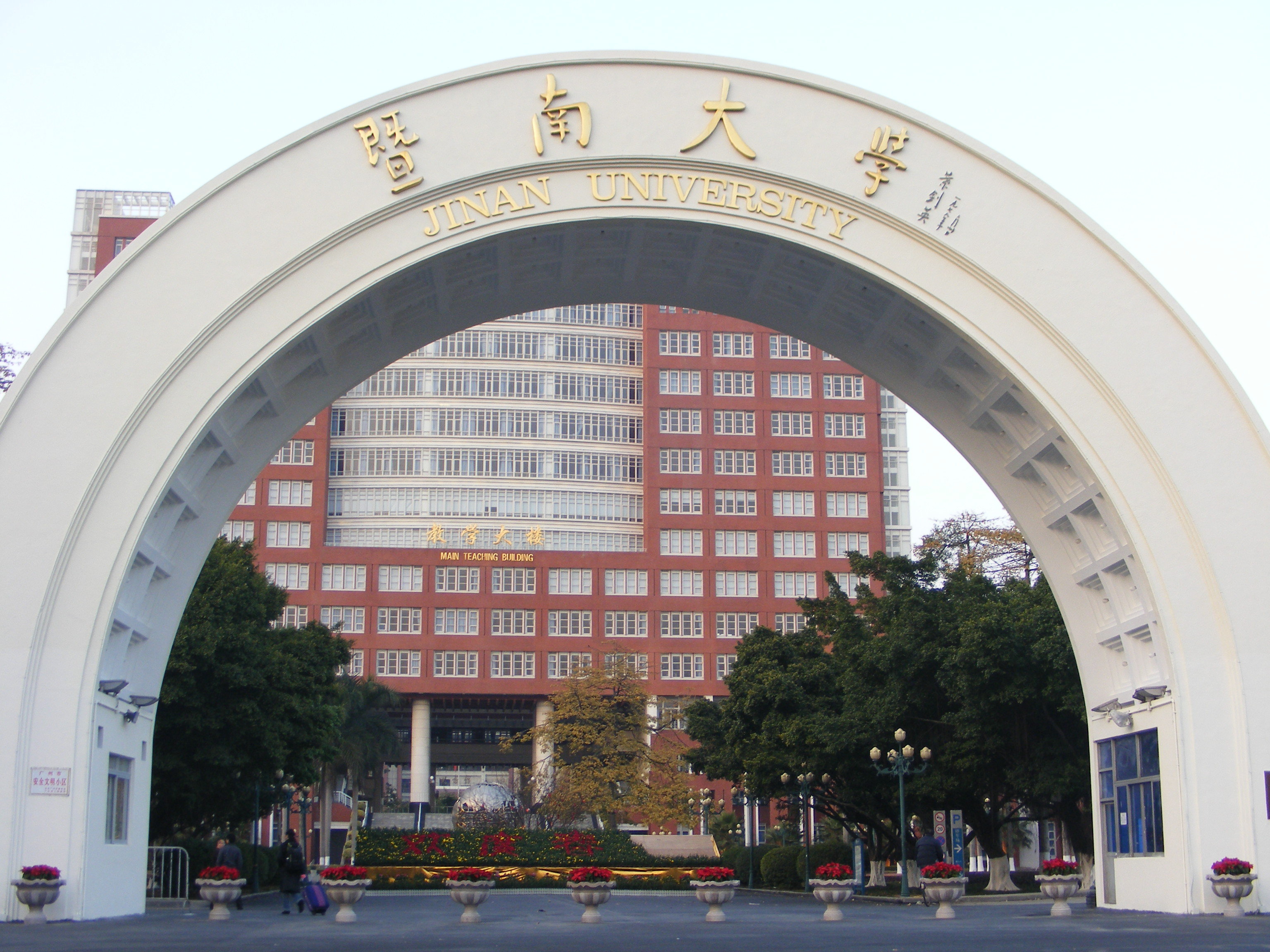
暨南大学石牌校區南门

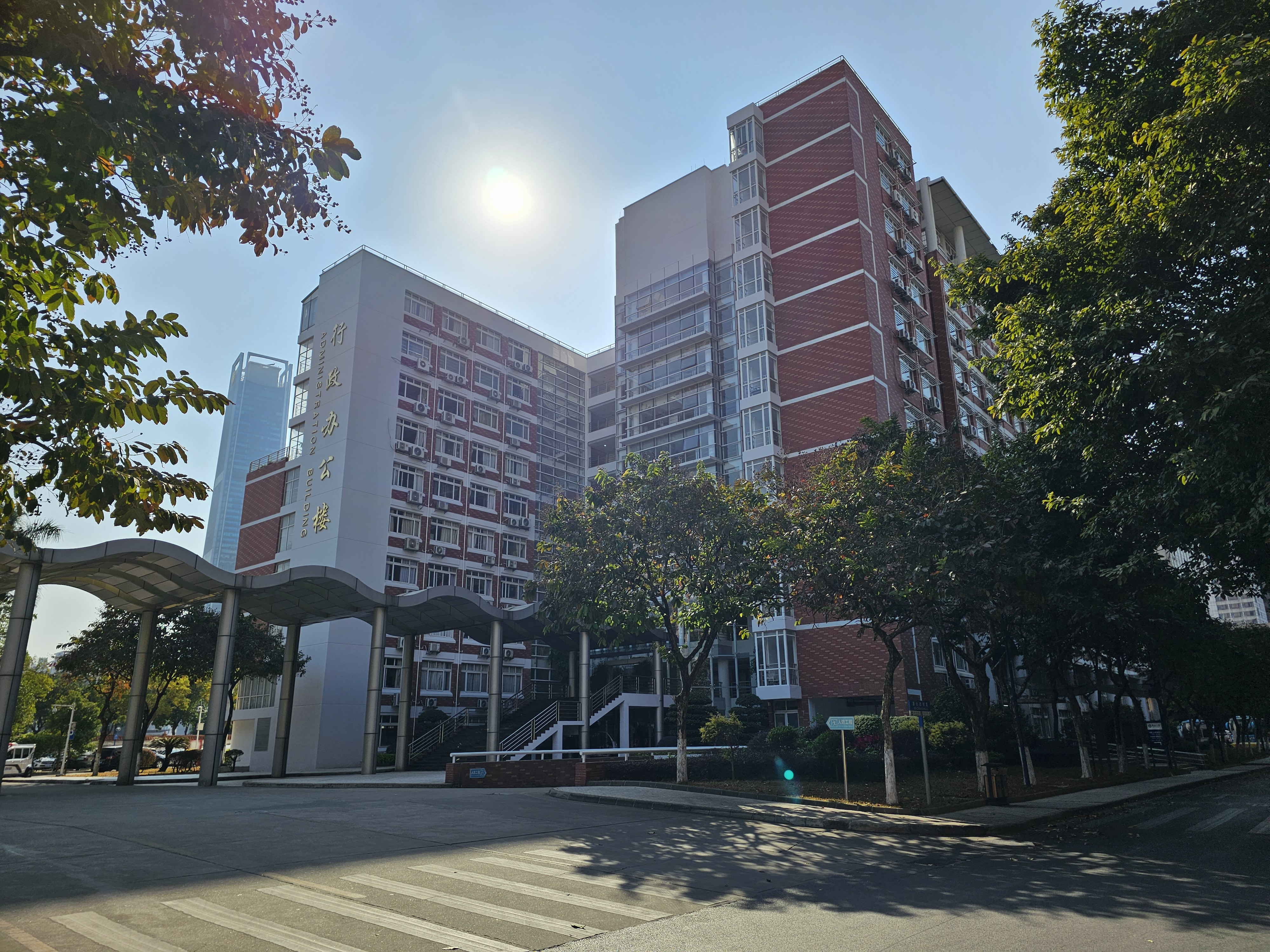
石牌校區行政辦公樓

为了适应学生的增多，并创建大学部，学校決定从南京迁到上海的真如。1923年，男生部首先迁至上海真如新落成的校舍，女生部仍留南京。同年9月，独立开设国立暨南商科大学。1927年南京女生部并入上海真如，改组为国立暨南大学。国立暨南大学是民国时期重要的国立大学，全校分大学部、中学部、南洋文化教育事业部。1927年6月，在赵正平和姜琦之后，郑洪年继任暨南校长。郑洪年力主将商科改为商学院，并在此基础上增加农学院、文哲学院、自然科学院、社会科学院和艺术院五门，将国立暨南大学建設为当时唯一的华侨大学。1932年一、二八事变后，暨南大学的师生因积极参加救亡图存的运动，引起了當時南京国民政府和社会各阶层人士的广泛关注。1934年1月23日，国民政府教育部以“视察教育和筹募基金”的名义，调郑洪年前往南洋。校长职务由沈鹏飞代理，同年七月沈校長辭職由何炳松繼任。1936年，在德國柏林举行的第十一屆夏季奧林匹克運動會上，中国首次组团参加，其中9名暨大学生分别参加了田径、篮球和足球三项比赛。
1937年7月7日卢沟桥事变后抗日战争全面爆发，暨大校舍转徙上海租界和福建建阳直到抗战結束。
1949年5月28日中国人民解放军攻佔上海市。1949年6月24日，陈毅、粟裕颁布上海市軍事管制委員會“接文字第一號令”，正式接管暨南大学。1949年8月24日，上海市軍事管制委員會颁布军教字第壹号令：“将暨南大学恢复为华侨高级学府以适应侨胞需要，所有该校各院系学生，凡符合上述宗旨而愿继续留校者，准予继续在该校攻读。其余属于文、法、商三院各系者，合并于復旦大學之同院系；属于理学院各系者，合并于交通大學之同院系。”1951年3月22日，中央人民政府教育部在北京召开暨大处理问题座谈会，指出暨大由於华侨学生锐减而陷于停顿状态；会议决定：暨大校名不取消，将来如有可能，可考虑复校。暨南大學文、法、商及理學院分別併入復旦大學及上海交通大學，地理學系併入国立南京大学（原中央大學），人類學系併入浙江大學。圖書館藏書于1951年分别调给華東師範大學和復旦大學。
1949年至1957年，回国求学的华侨青年约有43 000人。根据中国共产党主席毛泽东“保护华侨利益，扶助回国的华侨”原则，创办了一批归侨中等补习学校、华侨工业中等学校、华侨农业中等学校、外国语专科学校。1957年5月广东省政协第第四次全体会议上，归侨委员建议设立华侨高等学校。1957年5月13次，省政协主席陶铸主持省政协第25次常委会，专门讨论筹备华侨大学。1957年9月12日，华侨大学筹委会成立，陶铸任主任委员，王匡、陈序经等12人为副主任委员，委员37人。1957年11月14日“筹办大学中央已同意，以恢复暨南大学迁来广州”。1958年2月24日筹委会正式决定复校，请中侨委主任廖承志任董事长，公推陶铸任校长，以广州石牌的广州华侨学生中等补习学校（华侨补校）和港澳学生中等补习学校为校址，本科预科同时招生秋季开学，成立暨南大学筹备委员会办公室，省教育厅党组书记副厅长梁奇达为办公室主任，张泉林、廖钺为副主任，设科系小组、基建小组、募捐财务小组。先开设中文、历史、航海、矿冶、水产等专业和一年制华侨预科、两年制工农预科。广东省和中侨委各拨款100万元，1958年3月1日香港人士王宽诚捐助100万元分五年缴付。1958年到校教师共105人，其中教授7人，讲师9人，助教42人，应届大学毕业生分配到校的助教47人。1958年招生1304人，其中本科754人，华侨预科293人，工农预科257人。1958年9月24日开学典礼前，筹委会结束，组建暨南大学建校委员会，副省长兼广州市长朱光任主任委员，王越等13人为副主任委员。按照“面向华南、面向东南亚、面向亚热带、面向海洋”朝着综合性大学进行系科专业调整。1963年1月陈序经继任校长。
然而由于其侨校的特殊性质，1970年因文化大革命再度停办，直到1978年经过多方努力，尤其是在全国人大常委会委员长叶剑英的大力支持下，再复校。
校名演變
| 次序 | 中文（註冊）校名 | 英譯校名                   | 使用時間       |
| ---- | ---------------- | -------------------------- | -------------- |
| 1    | 暨南學堂         | ChiNan Academy             | 1906年～1927年 |
| 2    | 國立暨南大學     | ChiNan National University | 1927年～1957年 |
| 3    | 暨南大學         | Jinan University           | 1958年迄今     |

### 現況

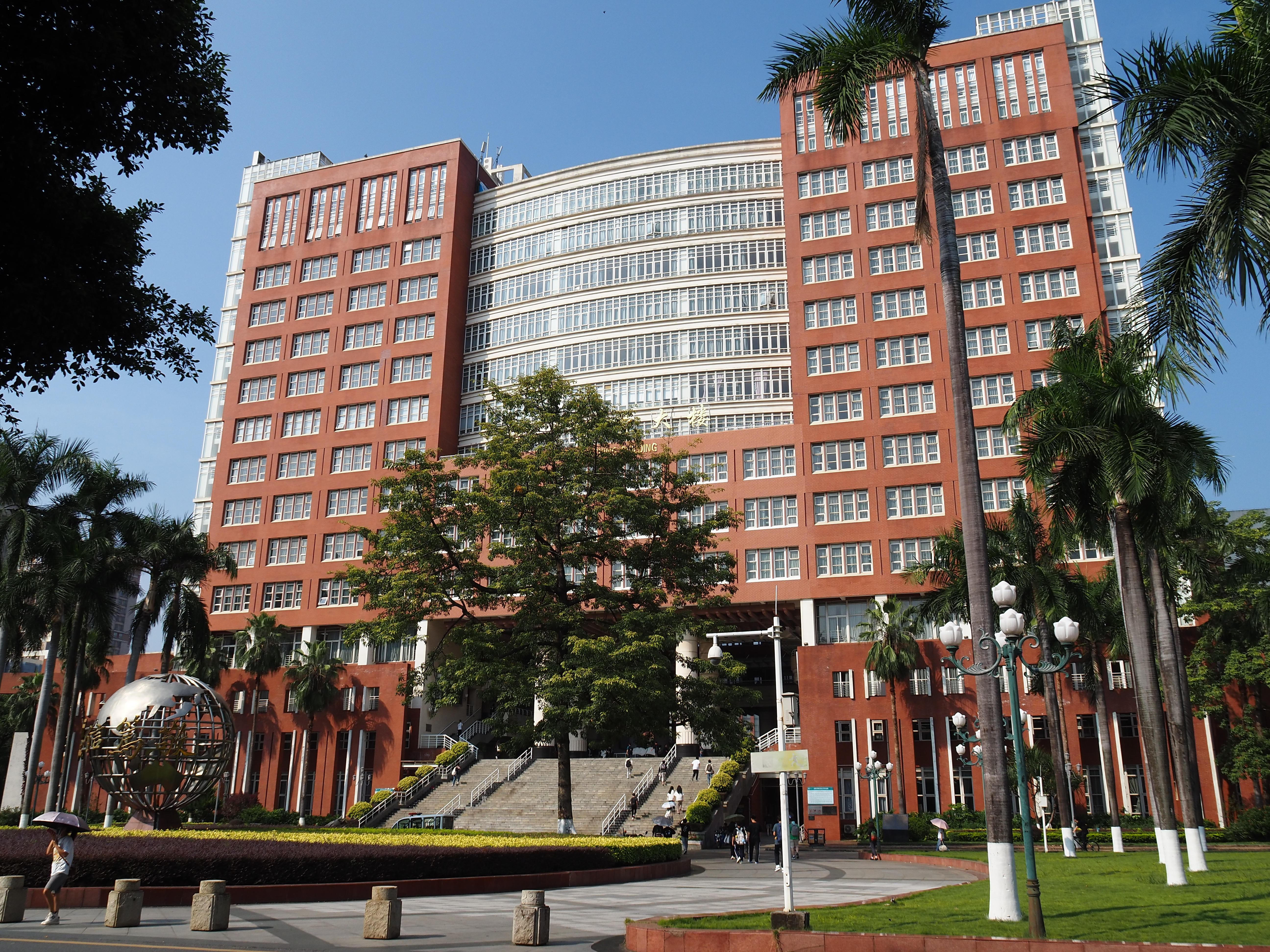
石牌校區富力教學大樓

暨南大學由一所為培植海外華僑子弟而設的學校發展為綜合研究型大学，1996年进入国家“211工程”重点建设行列，成为全国面向21世纪重点建设的大学，同時也屬於“优势学科创新平台项目”建设行列。2006年11月学校隆重举行建校100周年活动，正式邁入百年學府行列。2011年，学校成立研究生院，成為廣東省第三所設置研究生院的高等院校。学校也是“111計劃”（高等学校学科创新引智计划）建設高校之一。
2017年，暨大入選“世界一流大學和一流學科建設”高校名單，為“一流學科建設高校”之一。
2018年機構改革後，國務院僑辦整體并入中共中央統戰部，其直屬的暨南大學相應調整，成為“部部省”（中央統戰部、教育部、廣東省）共建高校。2018年10月24日，中共中央總書記習近平視察暨南大學。2019年8月6日，中央统战部、教育部、广东省人民政府聯合印发《关于共同建设暨南大学的意见》。
2021年，暨南大學在日本東京成立暨南大學日本學院。该学院由暨大与千代田教育集团合作共建，獲日本文部科學省認定，是暨大首个海外校园。
学校有国家二级重点学科4个（金融学，产业经济学，文艺学，水生生物学）、国侨办重点学科8个、国家中医药管理局重点学科2个、广东省一级学科重点学科21个、广东省二级学科重点学科4个。19个学科进入ESI世界排名前1%，1个学科进入世界排名1‰。
截至2023年3月，学校有全日制学生48580人，其中本科生30,180人，研究生18,400人，华侨、港澳台和外国留学生14,621人；有专任教师2,716人，其中两院院士（含双聘）9人，外籍境外院士10人，有國家級領軍人才61人，國家級青年人才67人，正高級職稱（教授、研究員等）879人，副高級職稱（副教授、副研究員等）1,060人，博士生導師904人，碩士生導師2,138人。

## 校史回顧
| 年份           | 暨南學堂沿革 |  |
| -------------- | --- |  |
| 1906年         | 暨南大学的前身是清朝政府两江总督端方在光绪三十二年（1906年）从欧洲考察宪政归国后于南京成立的暨南学堂。 |  |
| 1907年         | 一月，暨南學堂正式開學，首任堂長鄭洪年，校址在江寧府城內的薛家巷。 |  |
| 1908年         | 鄭洪年他調，楊瑞昌任堂長。 |  |
| 1911年         | 辛亥革命爆發，暨南学堂無人主事而停辦。 |  |
| 年份           | 國立暨南大學沿革 |  |
| 1917年         | 教育部派黃炎培等規復暨南學校。 |  |
| 1918年         | 學校組織成立，設師範、商業兩種，委趙正平為校長。 |  |
| 1921年         | 規劃新校舍於上海真如，並成立中國第一所商科大學“國立上海商科大學”。 |  |
| 1923年         | 男生部遷往上海真如新落成的校舍。 |  |
| 1927年         | 南京女生部并入上海真如，正式改组为“国立暨南大学”。 |  |
| 1929年         | 在原有商學院的基礎上，增設文、理、教育三學院，至此大學制度進一步完善。 |  |
| 1931年         | 設置董事會，林森、孫科、陳立夫、孔祥熙、宋子文、馬超俊、余井塘、吳鐵城、鄭洪年、陳耀桓、蕭佛成等十一人為董事。 |  |
| 1934年         | 鄭洪年赴南洋考察，由沈鵬飛代理校長。同年七月沈校長辭職，由何炳松繼任。 |  |
| “抗日战争”期间 | 转徙上海租界和闽北建阳。 |  |
| 1945年         | 組織復原委員會，擬定戰後復原計畫，作戰後復原準備。 |  |
| 1946年         | 复归上海。 |  |
| 1949年8月      | 原有文、法、商及理学院分别与复旦大学、上海交通大学等高校合并。 |  |
| 年份           | 暨南大學沿革 |  |
| 1958年         | 重建于广州。 |  |
| “文革”期间     | 停办八载，原校址建成第一军医大学，经济、生物2系合并到中山大学，原中文、历史、数学、物理4个系合并到广东师院（即现在华南师范大学），外语、外贸2系合并到广州外语学院，化学系、学校机关和直属单位合并到广东化工学院（该院后来合并到华南工学院）。 |  |
| 1978年         | 再复于原址。 |  |
| 1993年         | 华文学院正式成立 |  |
| 1996年         | 进入国家“211工程”重点建设行列。同年深圳旅游学院建成并正式开学。 |  |
| 1998年         | 珠海校区动土施工。 |  |
| 2014年         | 番禺校區於广州市番禺区广州大學城二期落成，並在9月入駐首批學生。 |  |
| 2021年         | 暨南大學日本學院在日本東京成立，獲日本文部科學省認定，並在6月招收首批學生。 |  |

## 學校環境

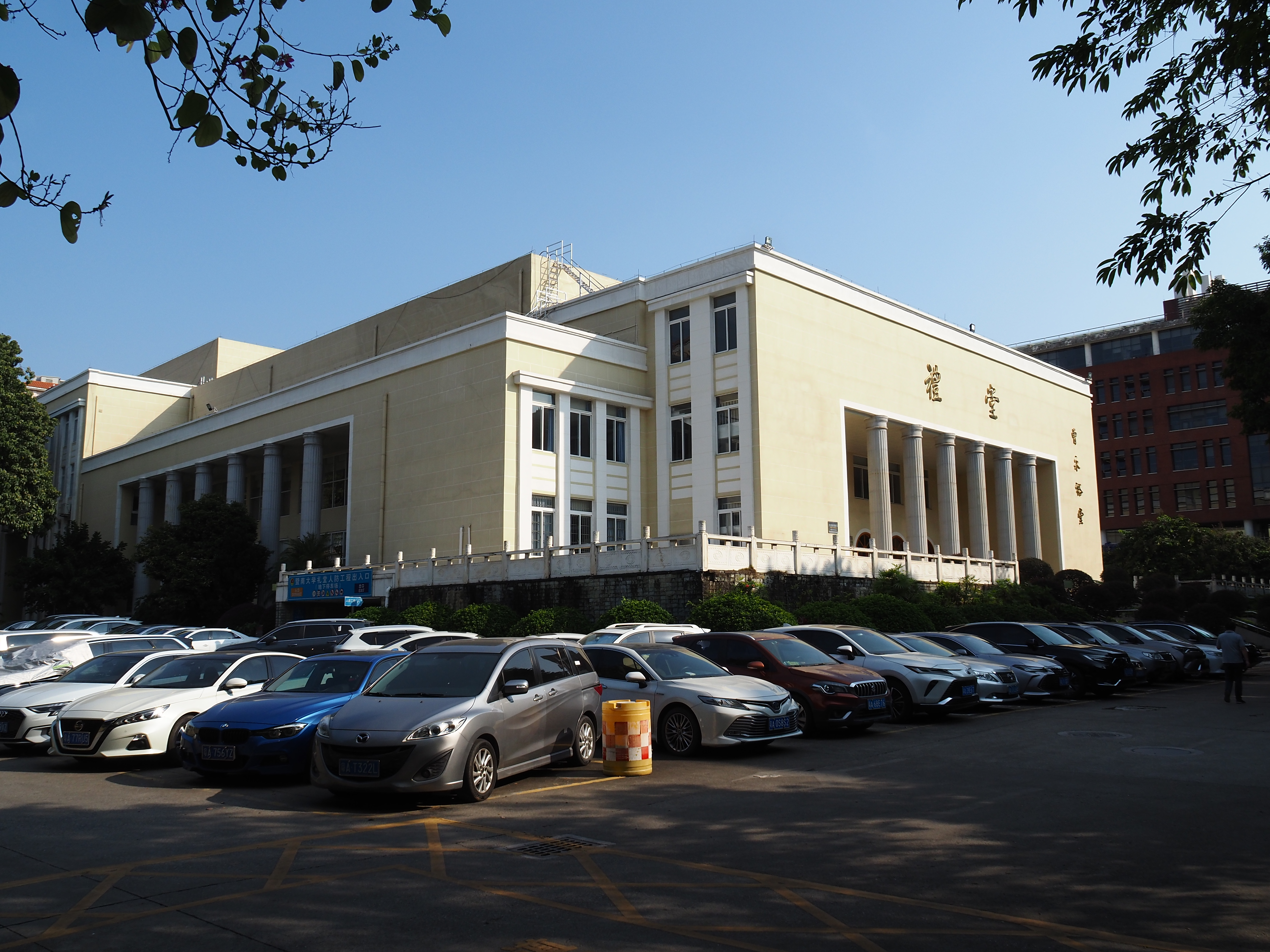
石牌校區礼堂

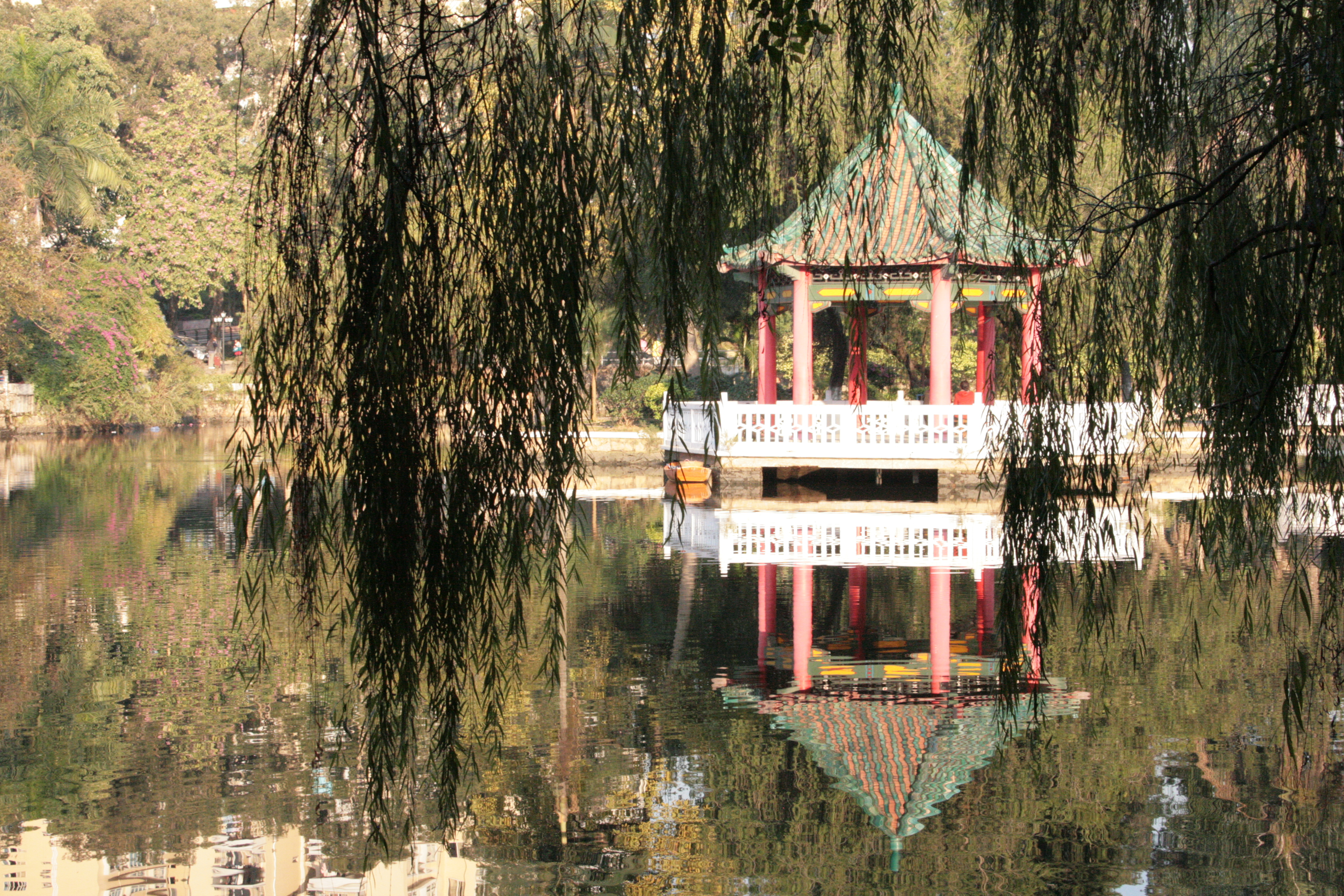
石牌校區明湖

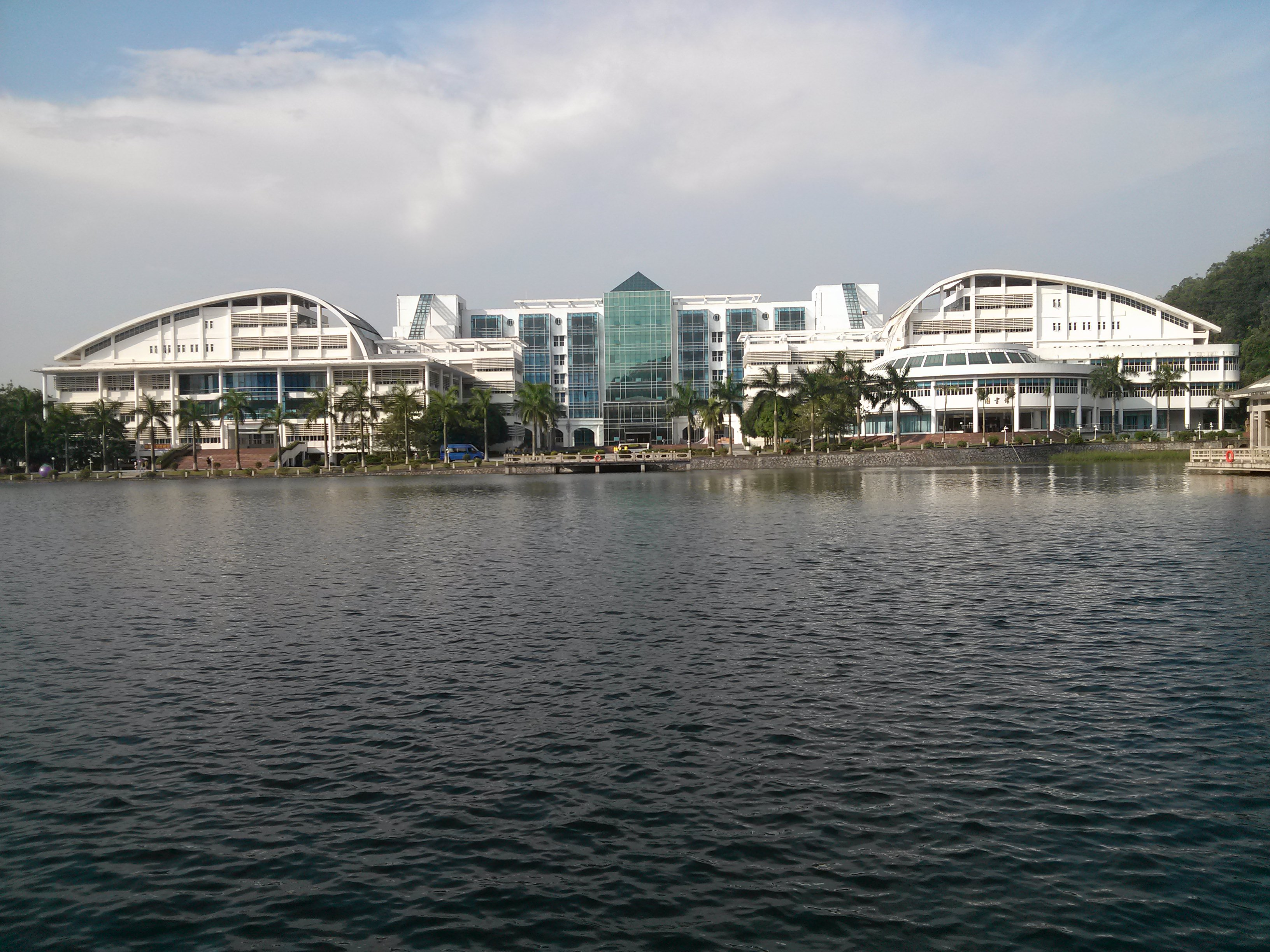
珠海校區

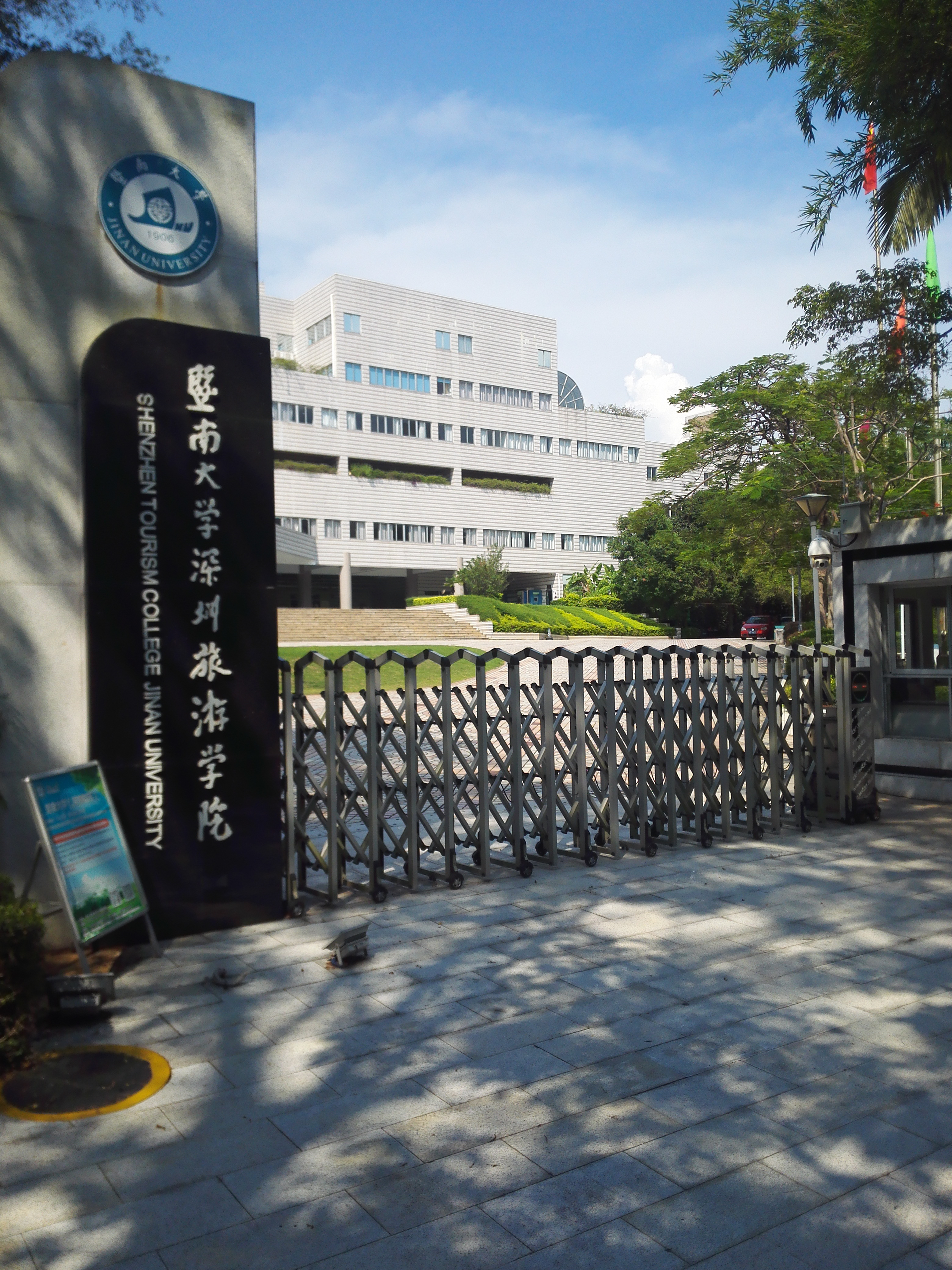
深圳校区

### 校区
学校在广州、深圳、珠海三地设有五个校区，校园佔地总面积226.81万平方米，校舍建筑面积178.84万平方米，学生宿舍面积45.43万平方米。
暨南大學校本部為石牌校區，与華南師範大學为邻。當中明湖是人工湖，在1960年10月由来自港澳台侨和内地的师生共二千多人历时两个多月肩挑手挖修建完成。學校擁有邵逸夫体育馆、曾宪梓科学馆、学生活动中心等供學生活动。图书馆前的大草坪也為學生主要的休閒地點。学校设有6所国家级三甲附属医院，1所专科医院，1所直属医院。暨大校本部周边最为繁荣的一条大街為石牌东路，也叫石牌商业区，便於同學外出就餐和消遣。在交通方面，有廣州地鐵岗顶站及广州BRT师大暨大站。
华文学院，即廣園東校區，佔地240多亩，建筑面积达81,245平方米，位於廣州天河区瘦狗岭路，因此亦稱瘦狗岭校區。
番禺校区位于番禺区兴业大道北侧，於2014年完工，所在位置为广州大學城的南岸地区，与大学城隔江相望。校区总面积65万平方米，设计总容量15,000人左右；未来还将扩展建筑面积，提升建设规模。
珠海校區位於珠海市前山路，佔地面积近900亩，地標有日月湖，代表性建築有行政樓、主體教學實驗樓等，其中行政樓因其外觀有“白宮”之稱。
深圳校區位于深圳华侨城，由深圳旅游学院于2020年1月升格为校区。位于深圳市龙岗区横岗街道的新园区筹建中。
| 校區               | 地址                                                |
| ------------------ | --------------------------------------------------- |
| 石牌校区（校本部） | 广东省广州市天河区黄埔大道西601号                   |
| 廣園東校區         | 广东省广州市天河区瘦狗岭路377号                     |
| 番禺校区           | 广东省广州市番禺区兴业大道东855号（广州大學城二期） |
| 珠海校区           | 广东省珠海市香洲区前山路206号                       |
| 深圳校区           | 广东省深圳市南山区华侨城侨城东街6号                 |
| 日本學院           | 日本東京都豊島区駒込3-2-7                           |

### 圖書館
图书馆是暨南大学最早的组织机构之一，在1907年3月23日，国内第一所华侨学府暨南学堂开学時便随之建立。此後由於學校多次遷址，圖書館也經過多次重新组建。2007年9月，图书馆新馆落成并投入使用，总面积38180平方米。新馆环境优美，设备先进，功能齐全。目前学校图书馆藏书368万册，當中包括中外文数据库170多个，中外文电子图书130多万种，电子期刊37000多种。校本部图书馆与各分校区图书馆形成了共建、共知、共享的文献资源保障体系。此外，针对侨生众多的侨校性质和华侨华人重点学科建设，图书馆于1995年成立了“华侨华人文献信息中心”，重点建设华侨华人文献特色馆藏。

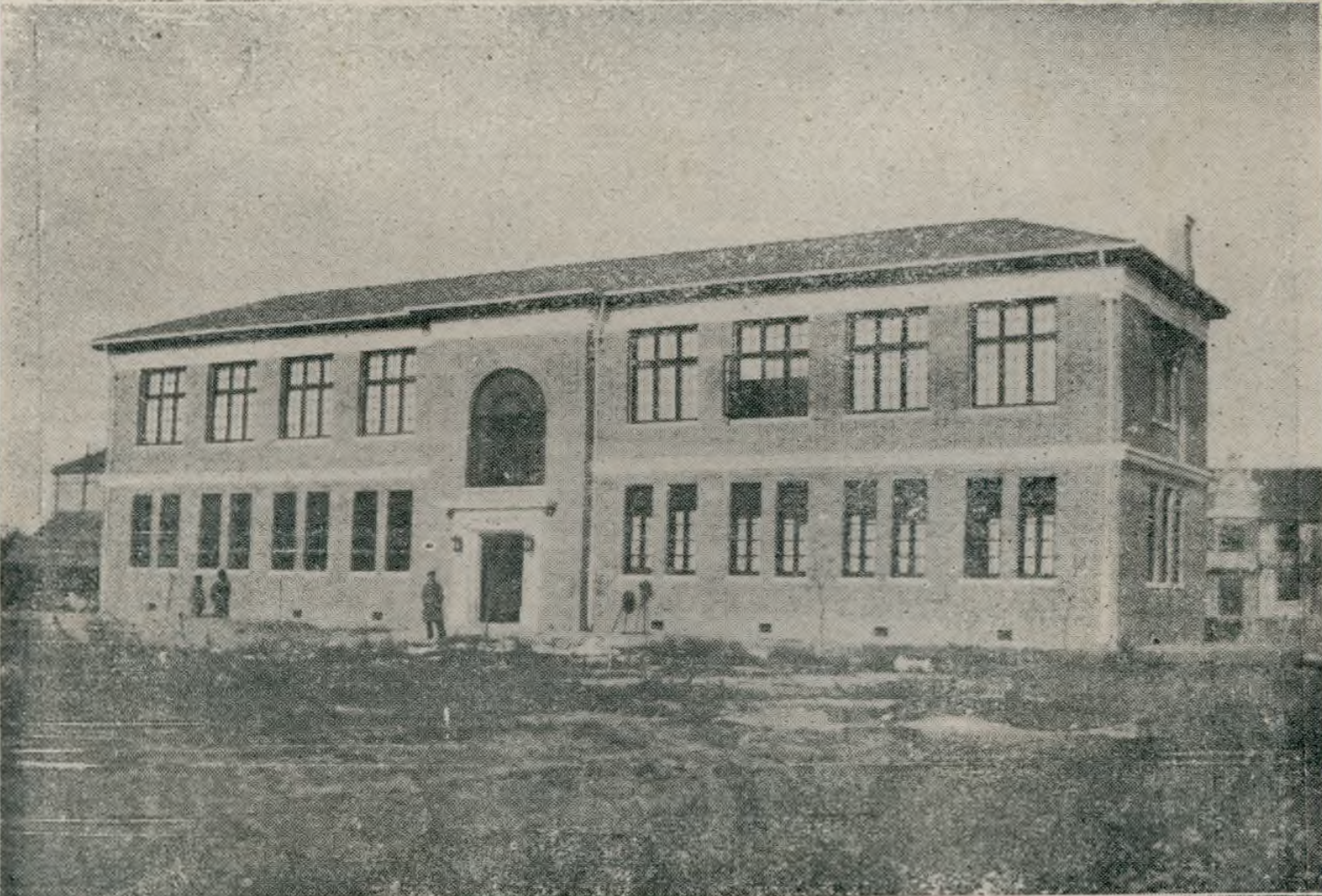
1928年的暨南大学图书馆
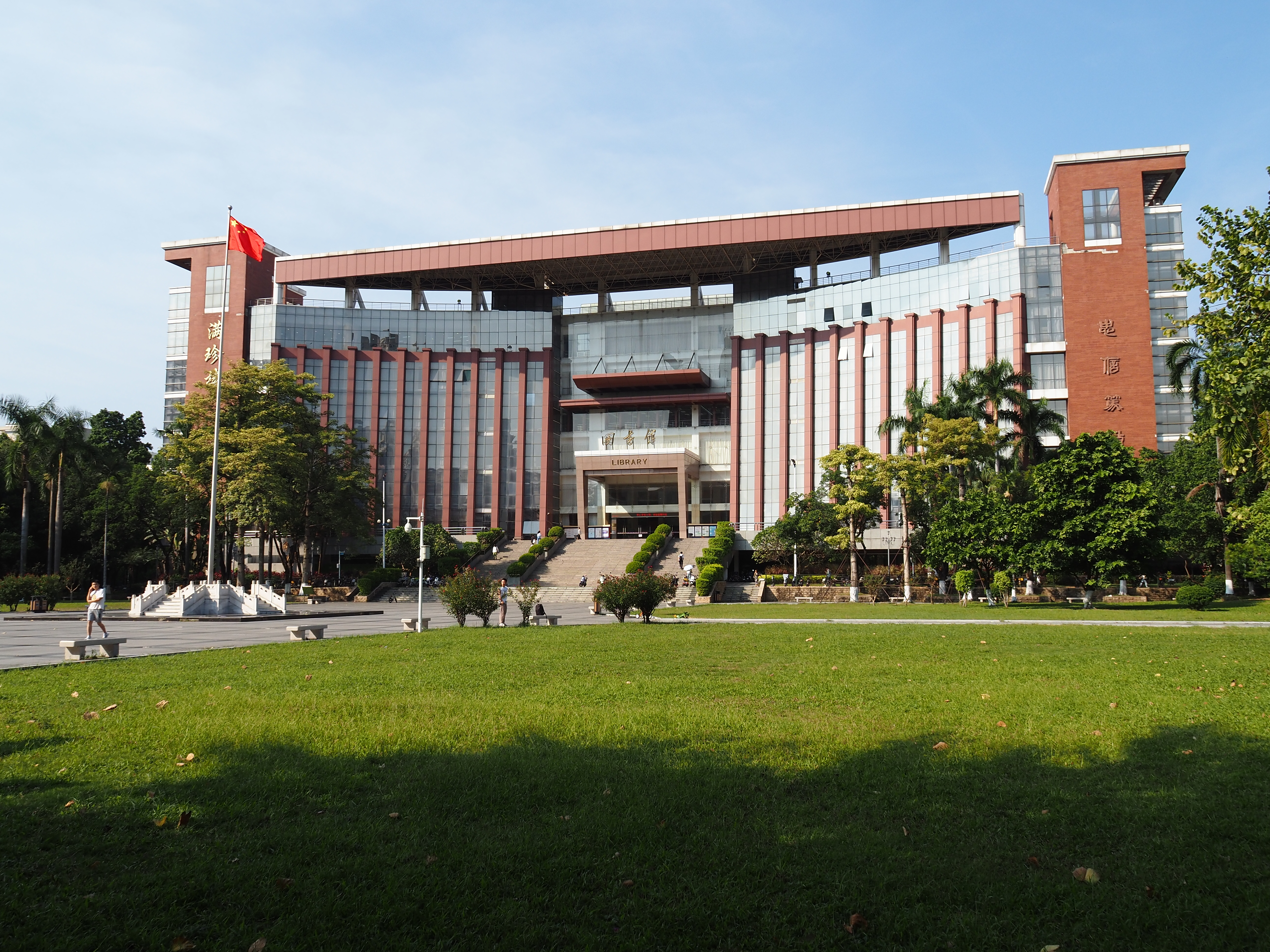
石牌校區圖書館
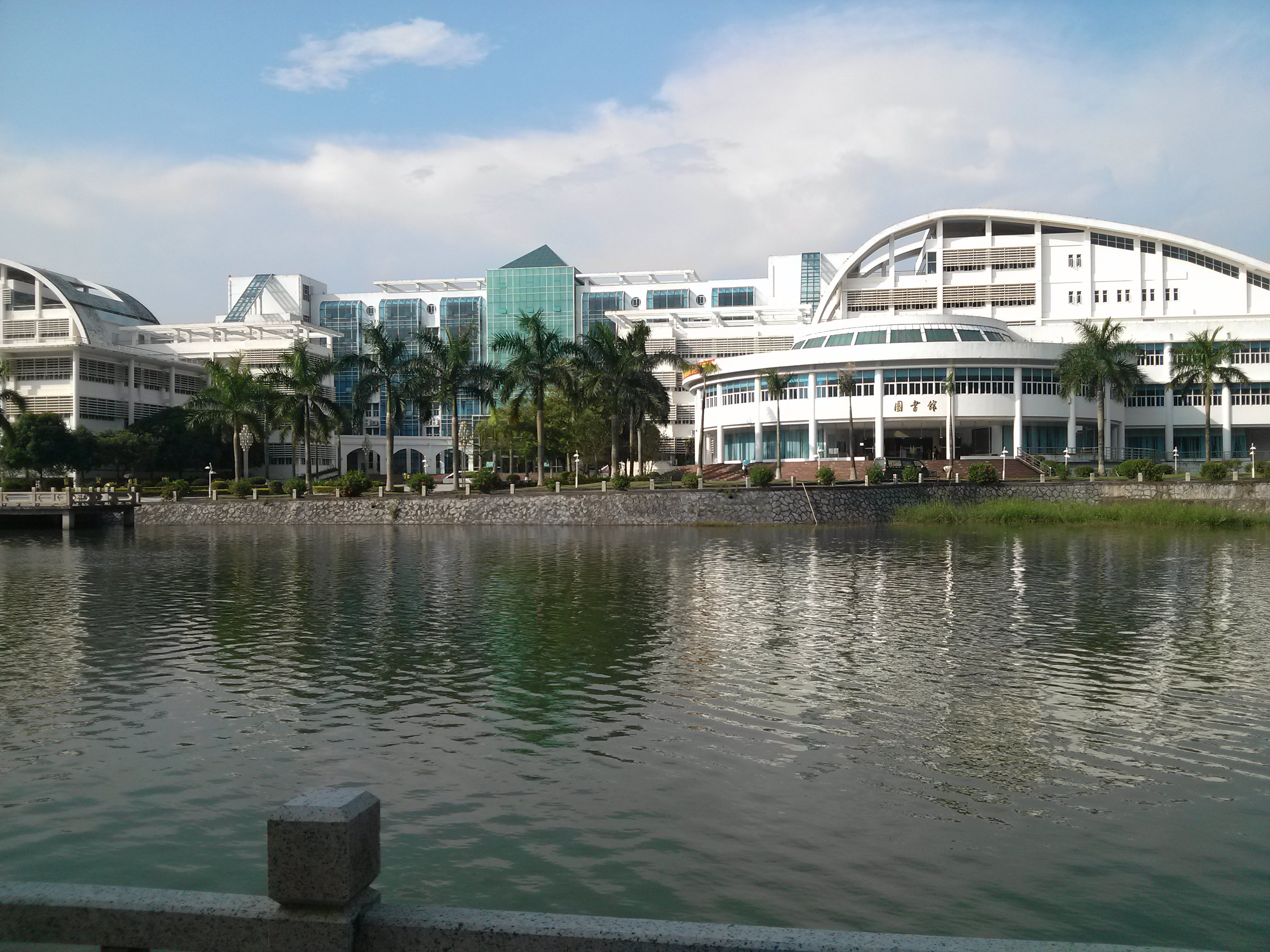
珠海校區圖書館

## 辦學現狀

### 學科建設
暨南大学現有37个学院，58个系，319个研究机构和97个实验室，105个本科专业，41个硕士学位授权一级学科，26个博士学位授权一级学科，拥有19个博士后流动站，1个博士后科研工作站。
另有国家工程中心13个，省、部级设置的工程中心50个、重点实验室31个。
| 文學院                                                      | 新闻与传播学院 | 外国语学院 | 经济学院                                                          | 管理学院                                                       |
| ----------------------------------------------------------- | --- | --- | ----------------------------------------------------------------- | -------------------------------------------------------------- |
| - 汉语言文学 - 历史学 - 汉语言文学（師範） - 历史学（師範） | - 播音与主持艺术（普通话） - 播音与主持艺术（粵語） - 广播电视学 - 广告学 - 网络与新媒体 - 新闻学 | - 法语 - 日语 - 商务英语 - 西班牙语 - 英語                                                                      | - 财政学 - 国际经济与贸易 - 金融学 - 经济统计学 - 经济学 - 税收学 | - 財務管理 - 工商管理 - 会计学 - 会计学(注册会计师) - 市场营销 |
| 公共管理学院/应急管理学院                                   | 法学院/知识产权学院 | 国际关系学院/華僑華人研究院                                                                                     | 物理与光电工程学院                                                | 力学与建筑工程学院                                             |
| - 行政管理 - 应急管理                                       | - 法学 - 知识产权 | - 国际事务与国际关系 - 国际政治                                                                                 | - 光电信息科学与工程 - 光电信息科学与工程（创新班） - 应用物理学  | - 工程力学 - 建筑学 - 土木工程                                 |
| 环境与气候学院                                              | 信息科学技术学院 | 网络空间安全学院                                                                                                | 生命科学技术学院                                                  | 化学与材料学院                                                 |
| 环境科学与工程                                              | - 电子科学与技术 - 电子信息工程 - 计算机科学与技术 - 软件工程 - 数学与应用数学 - 信息管理与信息系统 | - 密码科学与技术 - 网络空间安全                                                                                 | - 生态学 - 生物技术 - 生物科学 - 生物医学工程 - 食品科学与工程    | - 材料科学与工程 - 化学 - 應用化學                             |
| 医学部                                                      | 口腔医学院 | 护理学院 | 中医学院                                                          | 基础医学与公共卫生学院                                         |
| 临床医学                                                    | 口腔医学 | 护理学 | 中医学                                                            | 预防医学                                                       |
| 药学院                                                      | 国际学院 | 艺术学院/珠江電影學院                                                                                           | 人文学院                                                          | 国际商学院                                                     |
| - 生物制药 - 药学 - 中药学 - 臨床藥學                       | - 国际经济与贸易(全英语教学) - 国际新闻与传播(全英语教学) - 会计学(全英语教学) - 计算机科学与技术(全英语教学) - 金融学(全英语教学) - 临床医学(全英语教学) - 食品科学与工程(全英语教学) - 药学(全英语教学) | - 动画 - 录音艺术 - 书法学 - 戏剧影视导演 - 戏剧影视文学                                                        | - 法学 - 汉语言文学 - 文化产业管理                                | - 工商管理 - 国际商务 - 金融工程                               |
| 翻译学院                                                    | 国际能源学院 | 包装工程学院 | 智能科学与工程学院                                                | 华文学院                                                       |
| 翻譯                                                        | - 电气工程及其自动化 - 自动化 | 包装工程 | - 工业工程 - 人工智能 - 物联网工程                                | - 汉语国际教育 - 汉语言 - 華文教育                             |
| 深圳旅游学院                                                | 体育学院 | 暨南大学伯明翰大学联合学院                                                                                      | 经济与社会研究院                                                  | 日本學院                                                       |
| - 电子商务 - 风景园林 - 酒店管理 - 旅游管理 - 商务英语      | - 体育教育 - 运动训练 | - 经济统计学(中外合作办学) - 经济学(中外合作办学) - 数学与应用数学(中外合作办学) - 信息与计算科学(中外合作办学) | 经济学(国际化创新班)                                              | - 汉语国际教育 - 汉语言                                        |

### 临床医学院
- 第一临床医学院（广州华侨医院）
- 第二临床医学院（深圳市人民医院）
- 第三临床医学院（广东省第二人民医院）
- 珠海临床医学院（珠海市人民医院）

### 研究院
- 经济與社會研究院
- 产业经济研究院
- 建筑设计研究院
- 华侨华人研究院
- 旅游规划设计研究院
- 生命与健康工程研究院
- 核科学与工程技术研究院
- 华文教育研究院
- 生物医药研究院
- 韶关研究院
- 广东低碳与可持续发展研究院
- 南方传媒研究院
- 佛教文化研究院
- 軌道交通研究院
- 暨南大學臨床醫學研究院
- 先进耐磨蚀及功能材料研究院

### 联合实验室
- 再生医学联合实验室（暨南大学－香港中文大学）
- 神经科学和创新药物研究联合实验室（暨南大学－香港科技大学）
- 脑功能与健康联合实验室（暨南大学—香港大学）
- 天体测量、动力学与空间科学研究联合实验室（暨南大学-法国天体力学与历表计算研究所）
- 信息技术和分形信号处理联合实验室（暨南大学—俄罗斯喀山联邦大学）
- 光纤光子学联合实验室（暨南大学－香港理工大学）
- 城市生命线工程结构安全国际联合实验室（暨南大学-美国加州大学圣地亚哥分校）
- 創新藥物聯合實驗室（暨南大學-香港浸會大學）
- 海洋天然産物研究與藥物開發聯合實驗室（暨南大學-德國維爾茨堡大學）
- 油脂生物煉制與營養聯合實驗室（暨南大學-加拿大薩斯喀徹溫大學）

### 重点实验室
| 部级 | ■ 国家中医药管理局病理生理实验室（三级）                   |
| 部级 | ■ 再生医学教育部重点实验室（暨南大学－香港中文大学）       |
| 部级 | ■ 重大工程灾害与控制教育部重点实验室                       |
| 省级 | ■ 生物材料广东省教育厅重点实验室                           |
| 省级 | ■ 工程结构故障诊断广东普通高校重点实验室                   |
| 省级 | ■ 中药药效物质基础及创新药物研究广东普通高校重点实验室     |
| 省级 | ■ 水土环境毒害性污染物防治与生物修复广东普通高校重点实验室 |
| 省级 | ■ 功能蛋白质研究广东普通高校重点实验室                     |
| 省级 | ■ 广东省生物工程药物重点实验室                             |
| 省级 | ■ 水体富养化与赤潮防治广东普通高校重点实验室               |
| 省级 | ■ 光电信息与传感技术广东普通高校重点实验室                 |
| 省级 | ■ 产品包装与物流广东普通高校重点实验室                     |
| 省级 | ■ 广东省分子免疫与抗体工程重点实验室（培育基地）           |

### 研究室
- 网络商务法研究室
- 发热研究室
- 高等医学教育研究室

### 研究所、研究中心、其他
- 参见：暨南大学科研機構（页面存档备份，存于）

## 學校聲望
由于特殊的海外色彩，暨南大学在国际上尤其是华侨中有较高声望，被誉为“培养世界市民的文化大学堂”。截至2023年3月，暨南大学共培养了来自世界五大洲170个国家和港澳臺的40多萬學生。马寅初、郑振铎、梁实秋、厉麟似、王亚南、周谷城、钱锺书、周建人、夏衍、许德珩、胡愈之、严济慈、楚图南、黄宾虹、潘天寿等一大批著名学者曾在暨南大学有过任教經歷。
學校優勢學科為經管類、新聞類專業，社會上有“始有暨南，便有商科”的美譽。
2023年，暨南大學辯論隊從24所頂尖辯論名校隊伍中脫穎而出，最終在總決賽中擊敗北京大學，奪得第十屆國際華語辯論邀請賽冠軍。

### 排名聲譽
- 根據教育部第五轮学科评估结果，暨南大学新闻传播学、工商管理学获评A（国内排名3%～7%），应用经济学、中国语言文学，生物学，药学获评A-（国内排名7%～12%）。
- 在人文社会科学领域，根据浙江工商大学学术评价与科技统计研究院研制的《中国高校人文社科发展报告2025》评价排名，暨南大学国内排名19。

## 國際與區域交流

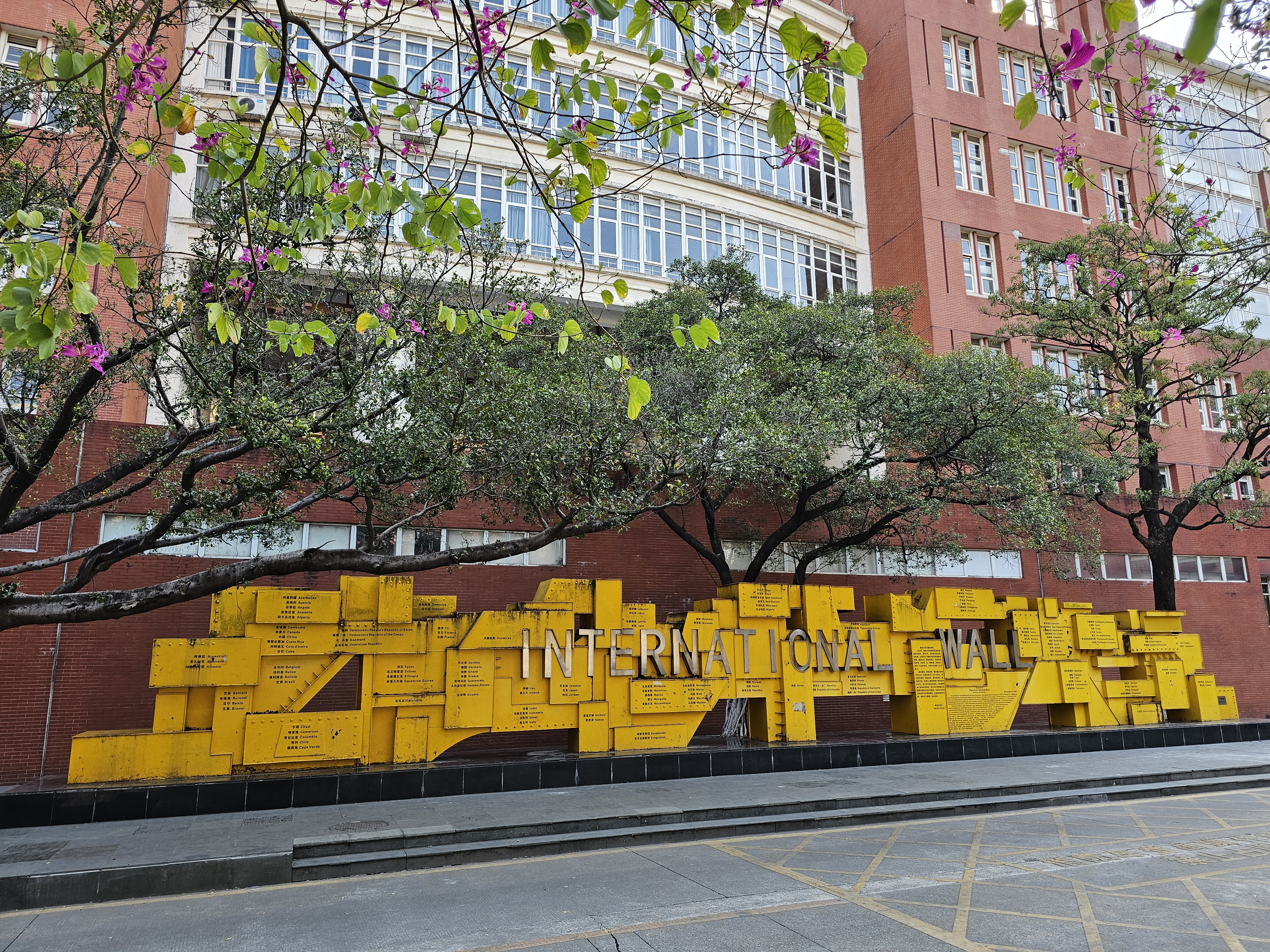
石牌校區萬國牆

暨南大學是中国第一所招收外国留学生的大学，境外生人數一直在全國排名前列，国际化程度較高。為适应教育国际化发展需要，暨南大学分別設立華文學院及國際學院。華文學院致力于华文教育和对外汉语教学，而國際學院实行全英文教学，除汉语课外，所开设的各类专业课、专业基础课及公共课均采用英语原版教材。此外，學校与南非罗德斯大学共建了一所孔子學院。
截至2023年3月，暨南大学已同世界五大洲422所高等院校和文化机构签订了双边协议或建立了学术交流关系，它们遍及世界五大洲，包括美国、巴西、秘鲁、英国、德国、法国、俄罗斯、南非、澳大利亚、台灣、日本、韩国、印尼、越南、泰国等數十个国家和香港、澳门地区。学校與港澳台聯繫密切，在香港和澳门分別设立办事处，負責港澳兩地的事務，并在香港设立教育基金会。
2025年2月20日，中華民國教育部部長鄭英耀以廣州暨南大學2018年起改為中央統戰部管理，稱「學習過程中帶有政治目的，評估將是非理想的學習場域」，公告禁止臺灣高校與之交流，並終止承認該校學歷。修正後仍執意就讀學歷將不採認，至於過去持相關學歷者，以及規定修改前已入學的學生，學歷仍會被承認。

### 部份友好学校
- 香港－香港中文大学 、岭南大学
- 新加坡－南洋理工大学
- 美国－耶鲁大学、纽约州立大学、斯坦福大学、迈阿密大学、德克萨斯理工大学、密苏里大学、哥伦比亚大学、威斯康辛大學、加州大學
- 英国－曼彻斯特城市大学、兰卡斯特大学、伯明翰大学、格拉斯哥大學
- 日本－廣島修道大學、立命馆大学、九州大学、同志社大学、兵庫縣立大學、關西國際大學短期大學部
- －汉阳大学、梨花女子大学、建国大学、全南大學、崇实大學、中央大學
- 俄羅斯－圣彼得堡大学、俄羅斯人民友誼大學
- 荷蘭－鹿特丹大學、阿姆斯特丹大學
- 德国－柏林自由大学
- 瑞士－洛桑聯邦理工學院
- 法國－里昂天主教大学（英语：Catholic University of Lyon）
- 義大利－佛罗伦萨大学
- 瑞典－林雪平大学、克里斯蒂安斯塔德大学
- 葡萄牙－里斯本大学
- 巴西－巴西利亚大学
- 西班牙－阿爾卡拉大學
- 加拿大－聖瑪麗大學（英语：Saint Mary's University (Halifax)）
- －格里菲斯大學
- 南非－羅德斯大學
- 丹麦－奧爾堡大學
- 乌克兰－基輔大學[32]

## 學校文化

### 校训

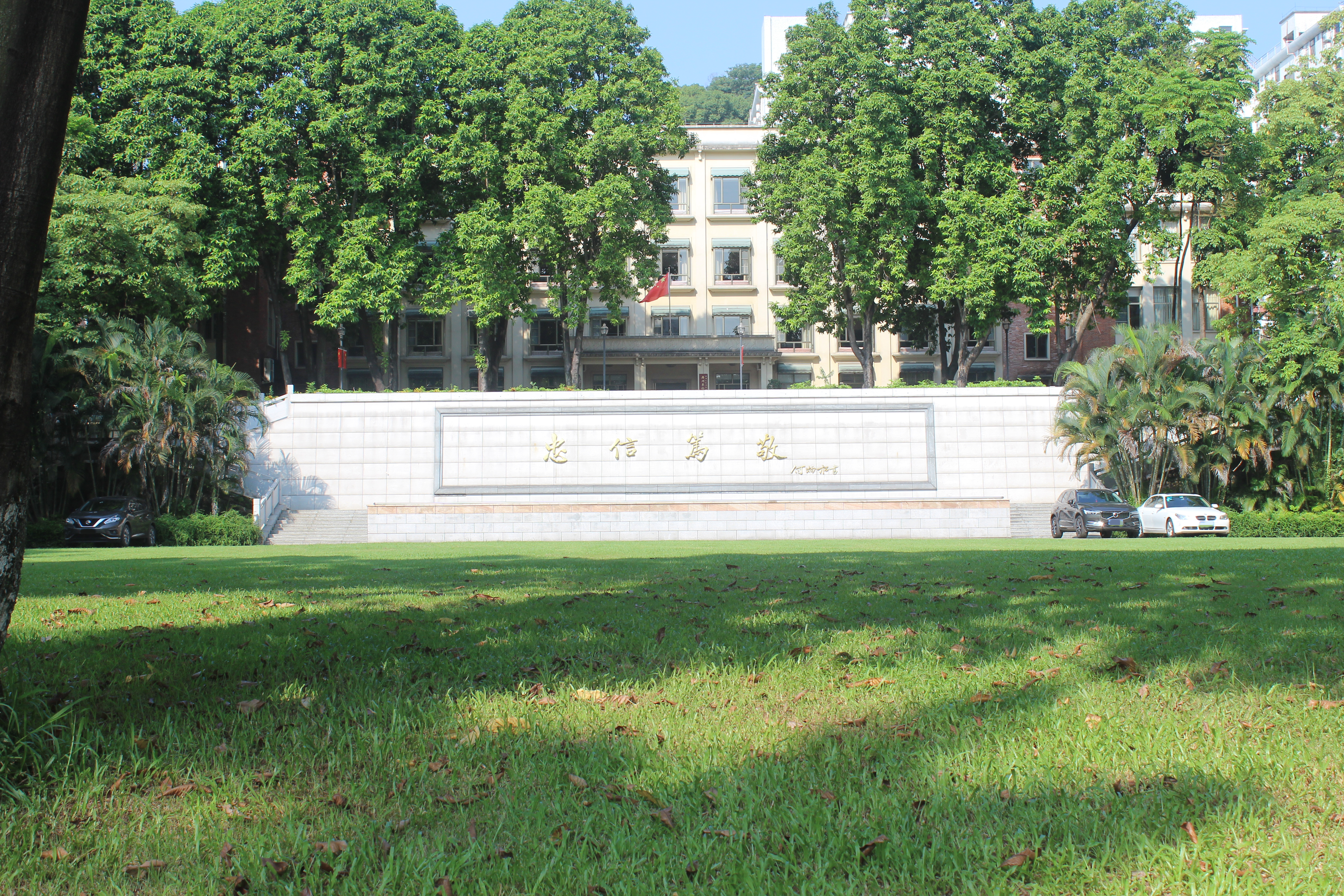
暨南大学华文学院内的暨大校训

暨南大学校训“忠信笃敬”四个字的出处十分古老，具有高度概括的抽象的道德观念。據《論語、衛靈公》篇記載，孔子的學生子張問到怎樣才能使自己到處行得通時，孔子答：“言忠信，行篤敬，雖蠻貊之邦，行矣。言不忠信，行不篤敬，雖州裏，行乎哉？”該句子譯成現代中文，即指：“言語忠誠老實，行為敦厚嚴肅，即使到了別的國家，也行得通。言語欺詐虛偽，行為輕浮狂妄，就是在本鄉本土，難道行得通嗎？”其內容包含“言”和“行”兩方面，即個人立身行事的全部內容。提出校训的具体时間和人物已經无从考究，但學校早在南京建校时，“忠信笃敬”即为校训。现時流传下来的校训，是老校长何炳松的题词，其在1930年代曾主事暨南11年，是著名的教育家、历史学家、编辑学家。在大學歷經几度搬迁、停办，1950年代再在广州重建後，原有校训已不复存在，“忠信笃敬”的校训，直至1994年才正式恢复，隨後校方亦顺应时代的发展要求，给校训注入了新的内涵。根據校方，校訓四字大致具备了以下的意义内涵：
- 忠：有忠诚、不贰、尽心、无私等意义。
- 信：有诚实、不欺、道义、真确等意义。
- 笃：有厚实、真诚、牢固、专一意义。
- 敬：有恭敬、严肃、尊重、谨慎等意义。[3][33]

### 暨南精神
- 忠信笃敬、知行合一、自強不息、和而不同。[3]

### 校徽
“暨南”二字出自《尚书、禹贡》篇：“东渐于海，西被于流沙，朔南暨，声教讫于四海”，意思是面向南洋，將中華民族的優秀文化遠遠傳播到五洲四海。這體現在校徽設計上，字母“JNU”構成了一艘中國特點的帆船，船為文化傳承的載體，也為文化交流的橋梁，既現暨大的薪火相傳、不斷發展與時俱進，也有揚起風帆，向海外傳播中華文化的意念的寓意。同時，校徽的視覺中心是圖案化壽字文“南”字，傳神地反映中華傳統的文化。至於顏色採用的藍綠色，則寓意大學歷經百年，依然蓬勃煥發著茂盛的生命力。

### 校歌
現行暨南大学校歌由龙吟（真名闫华）作詞，相西源作曲。

## 历任领导

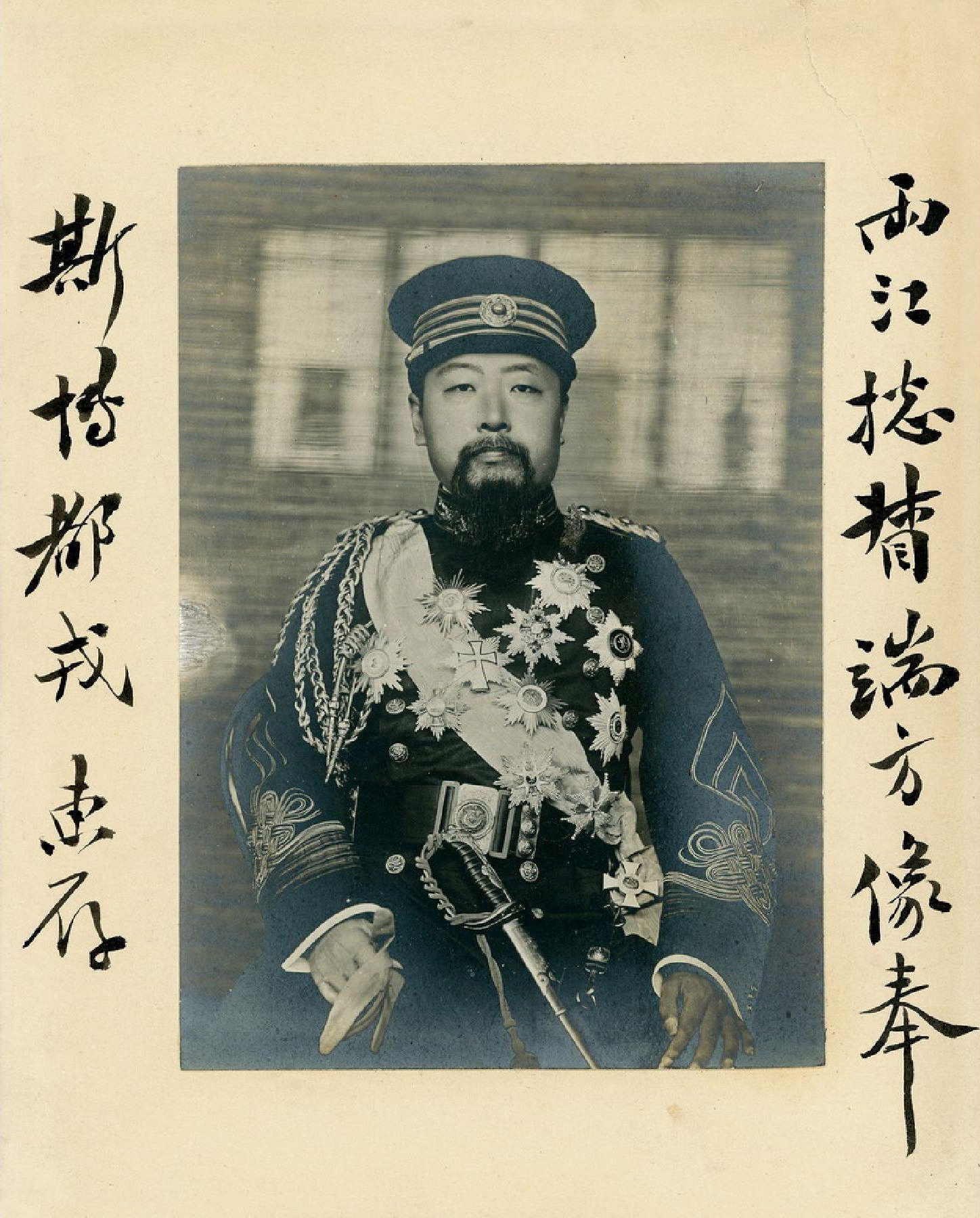
端方

### 暨南学堂（堂长）
- 端方 　（暨南学堂创办人）
- 郑洪年 （1907-1909.1,1927.6-1934.1）
- 杨熙昌 （1909.1-1911.10）

### 国立暨南大学（校长）
- 赵正平 （1918-1920夏,1921秋-1925夏）
- 柯成懋 （1920夏-1921秋）
- 姜琦 　（1925秋-1927.6）
- 郑洪年 （1927.6-1934.1）
- 沈鹏飞 （1934.1-1935.7）
- 何炳松 （1935.7-1946.5）
- 李寿雍 （1946.6-1949.5）

### 暨南大学校长、名誉校长
- 陶铸 　（1958.6-1963.1）
- 陈序经 （1963.1-1964夏）
- 杨康华 （1964.3-1970.3,1979.8-1983.10）
- 梁灵光 （1983.10-1991.6）
- 钱伟长 （名誉校长：1991.6-2010.7）
- 周耀明 （1991.6-1995.12）
- 刘人怀 （1995.12-2005.12）
- 胡军 　（2006.1-2018.2）
- 宋献中 （2018.2-2024.1）[34]
- 邢锋 （2024.1-至今）[35]

### 暨南大学党委（党组）书记
- 梁奇达（党委代书记:1958.6-1960.4；党委书记:1960.4-1963.6）
- 杨康华（党委第一书记:1964.3-1970.3；党委书记:1978.4-1984.3）
- 何军（党组书记:1984.3-1988.2）
- 张德昌（党委书记:1988.2-1991.6）
- 伍国基（1991.6-1996.12）
- 刘人怀（1996.12-2000.2）
- 蒋述卓（2000.2-2015.11）
- 林如鹏（2015.11-2025.2）
- 孙彧（2025.2-至今）

### 暨南大学董事会董事长
- 廖承志 （1963.2-1970.3, 1978.6-1983）
- 荣毅仁 （1985.1-1994.1；荣誉董事长:1999.1-2005.10）
- 钱伟长 （1994.1-2010.7）
- 戴秉国 （2013.11-2019.11）
- 万钢 （2019.11-现任）

## 爭議

### 干預香港選舉
2019年香港區議會選舉期間，蘋果日報報導，有於廣州暨南大學就讀的香港學生投訴，指該校多間學院都被學系教職員或輔導員要求單獨見面。會面期間，對方可清楚說出學生所屬選區，及該區建制派候選人名字，要求港生投票予親北京派候選人，甚至提供包車，免費接載港生回港投票，報導質疑校方濫用個人資料作選舉動員。

### 入學審查
大學發布的2020年招收香港學生簡章，當中特別提到報考學生要「無犯罪紀錄」，而往年的「免試入學」亦被改為「申請審核入學」。有舆论认为相關變動是針對參與「反修例示威」被捕人士而設。

## 校友
暨南大学是中國政府创办的第一所华侨高等学校，校友遍布全國及世界各地。暨南大學校友總會成立於1992年12月25日，1994年成為正式合法民間組織 。目前，在五大洲共有146个校友组织，既有地方校友會、專業同學會，也有行業聯誼會等，校友組織形式多樣，形成了一個龐大的校友聯絡網。澳门有逾3000名政府公务员是暨大校友。澳门的卫生医疗系统中，接近75%的医生曾就读於暨南大学。

## 附属機構

### 附属医院

#### 直属附属医院
| 医院                                                                                                 | 院系           | 等级     | 院本部         | 其他院区/分院            |
| --- | -------------- | -------- | -------------- | ------------------------ |
| 暨南大学附属第一医院（广州华侨医院）                                                                 | 第一临床医学院 | 三级甲等 | 广州市天河区   | 东圃院区（广州市天河区） |
| 暨南大学附属口腔医院（佛山市顺德区大良医院）                                                         |                | 二级甲等 | 佛山市顺德区   |                          |
| 暨南大学附属顺德医院（佛山市顺德区第二人民医院、佛山市顺德区冯尧敬纪念医院）                         |                | 三级     | 佛山市顺德区   |                          |
| 暨南大学南海中医院（佛山市南海区中医院、广东省中西医结合医院、广州中医药大学附属广东中西医结合医院） |                | 三级甲等 | 佛山市南海区   |                          |
| 暨南大学附属第五医院（河源市深河人民医院）                                                           |                | 三级     | 河源市江东新区 |                          |
| 暨南大学附属第六医院（东莞市东部中心医院）                                                           |                | 三级     | 东莞市常平镇   |                          |

#### 非直属附属医院
| 医院                             | 院系           | 合作医院                                                                                     | 等级     |
| -------------------------------- | -------------- | -------------------------------------------------------------------------------------------- | -------- |
| 暨南大学附属深圳医院             | 第二临床医学院 | 深圳市人民医院（暨南大学附属第二医院、南方科技大学第一附属医院）                             | 三级甲等 |
| 暨南大学附属珠海医院             |                | 珠海市人民医院（暨南大学附属第三医院、澳门科技大学医学院第一附属医院、北京理工大学附属医院） | 三级甲等 |
| 暨南大学附属广州红十字会医院     |                | 广州市红十字会医院（广州市应急医院、暨南大学附属第四医院）                                   | 三级甲等 |
| 暨南大学附属省二医院             |                | 广东省第二人民医院（广东省应急医院）                                                         | 三级甲等 |
| 暨南大学附属祈福医院             |                | 广东祈福医院                                                                                 | 三级甲等 |
| 暨南大学附属海南医院             |                | 海南省人民医院                                                                               | 三级甲等 |
| 暨南大学附属河源医院             |                | 河源市人民医院                                                                               | 三级甲等 |
| 暨南大学附属江门中医院           |                | 江门市五邑中医院                                                                             | 三级甲等 |
| 暨南大学附属东莞医院             |                | 东莞市滨海湾中心医院（东莞市太平人民医院、东莞市第五人民医院）                               | 三级甲等 |
| 暨南大学附属深圳华侨医院         |                |                                                                                              |          |
| 暨南大学附属脑科医院             |                | 广东三九脑科医院（华南师范大学附属三九脑科疾病与康复医院）                                   |          |
| 暨南大学附属复大肿瘤医院         |                | 广州复大肿瘤医院                                                                             |          |
| 暨南大学附属暨华医院             |                |                                                                                              |          |
| 暨南大学医学院附属惠州口腔医院   |                | 惠州口腔医院                                                                                 |          |
| 暨南大学医学院附属深圳华侨城医院 |                | 深圳华侨城医院                                                                               |          |
| 暨南大学附属深圳眼科医院         |                | 深圳市眼科医院                                                                               |          |
| 暨南大学医学院附属宝安妇幼保健院 |                | 深圳市宝安区妇幼保健院                                                                       |          |
| 暨南大学附属深圳中西医结合医院   |                | 深圳市龙岗区第二中医院（在建）                                                               |          |
| 暨南大学附属郑州医院             |                | 郑州市第二人民医院                                                                           | 二级甲等 |
| 暨南大学附属黄埔中医院           |                | 广州市黄埔区中医医院                                                                         | 二级甲等 |
| 暨南大学附属喀什医院             |                | 喀什地区第一人民医院                                                                         | 二级甲等 |
| 暨南大学附属中西医结合医院       |                | 广州市天河区中医医院（广州市天河区中心医院）                                                 | 二级甲等 |

### 附属學校
暨南大学擁有3間附属學校，分别是：
暨南大學附屬中學（暨大附中（页面存档备份，存于））、
暨南大學附屬小學（暨大附小（页面存档备份，存于））、
暨南大學幼兒園（暨大幼兒園（页面存档备份，存于））。

### 引用
1. 1 2 3  . 暨南大学.   [2023-09-15]. （原始内容存档于2023-12-20）.
2. ↑  .   [2013-01-06]. （原始内容存档于2014-08-14）.
3. 1 2 3 4 5  .   [2022-10-24]. （原始内容存档于2022-10-24）.
4. ↑  . 時事新報 (上海). 1912-05-03. 北京袁大總統、唐總理、教育部總次長鈞鑒：軍興以來，學務荒廢，大局旣定，國民教育亟宜整頓，現各學堂均次第開校，惟南京暨南學堂尚遙遙無期，前經電呈孫前總統，設法規復，嗣因政府北移，未及籌議。現海外學生紛紛到滬，萬難久待，該學生等擬暫囘南洋，誠恐有失內嚮之心，特爲勸留。查該學堂經費，向由閩、粵、江三海關擔任，今應如何？乞俯念華僑子弟遠道囘國，迅賜維持示復，以慰僑望。華僑聯合會叩。東。（上海去電）
5. ↑  .   [2013-02-22]. （原始内容存档于2014-02-22）.
6. ↑  庆祝母校建校八十五周年暨南加州校友会成立十周年纪念特刊
7. ↑  .   [2013-05-24]. （原始内容存档于2016-03-04）.
8. ↑  .   [2019-04-15]. （原始内容存档于2016-06-27）.
9. ↑  毛泽东在中共七大的《政治报告》
10. ↑  .   [2013-02-14]. （原始内容存档于2014-02-22）.
11. ↑  钟煜豪. . 澎湃新聞. 2018-06-29. （原始内容存档于2023-09-21）.
12. ↑  . 暨南大学.   [2024-10-18].
13. ↑  . 广东省教育厅.   [2024-10-18]. 8月6日　中央统战部、教育部、广东省人民政府联合印发《关于共同建设暨南大学的意见》，全面贯彻落实习近平总书记视察暨南大学重要讲话精神……
14. ↑  郭军. . 中新社. 2022-04-18  [2023-10-06]. （原始内容存档于2023-10-06） –人民网.
15. ↑  . www.jnu.edu.cn.   [2020-06-06]. （原始内容存档于2020-09-02）.
16. ↑  .   [2013-02-21]. （原始内容存档于2020-09-02）.
17. ↑  .   [2013-01-06]. （原始内容存档于2018-09-29）.
18. ↑  .   [2014-08-24]. （原始内容存档于2014-08-26）.
19. ↑  刘珊. . 南方日报. 2023-07-05  [2023-10-06]. （原始内容存档于2023-10-06）.
20. ↑  .   [2013-04-10]. （原始内容存档于2013-01-27）.
21. ↑  .   [2012-12-01]. （原始内容存档于2012-10-24）.
22. ↑  .   [2013-02-16]. （原始内容存档于2016-03-04）.
23. ↑  .   [2013-02-14]. （原始内容存档于2013-05-15）.
24. ↑  .   [2023-11-10]. （原始内容存档于2023-11-10）.
25. ↑  . QS Quacquarelli Symonds Limited. 2025.
26. ↑  .   [2013-01-07]. （原始内容存档于2016-03-04）.
27. ↑  . 聯合報.   [2025-02-20]. （原始内容存档于2025-02-22）.
28. ↑  . 中央社.   [2025-02-27]. （原始内容存档于2025-03-16）.
29. ↑  .   [2013-04-12]. （原始内容存档于2013-05-17）.
30. ↑  .   [2013-07-08]. （原始内容存档于2016-03-12）.
31. ↑  . news.jnu.edu.cn.   [2018-02-25]. （原始内容存档于2018-02-25）.
32. ↑  . Apple Daily 蘋果日報.   [2019-11-24]. （原始内容存档于2021-06-23）.
33. ↑  陸暨大招港生 新增無犯罪紀錄 （页面存档备份，存于） 中時電子報 2019-12-07
34. ↑  劍指反送中 廣州暨大要求報考港生無犯罪紀錄 （页面存档备份，存于） 中央通訊社 2019-12-06
35. ↑  .   [2020-06-06]. （原始内容存档于2020-06-20）.
36. ↑  .   [2013-01-08]. （原始内容存档于2015-05-10）.